# Karstraat
De Karstraat is een buurtschap in het buitengebied van de voormalige gemeente Beek en Donk, nu deel van de gemeente Laarbeek in de Nederlandse provincie Noord-Brabant. De buurtschap is gelegen ten westen van de bebouwde kom van Beek en Donk en is ontstaan in de 14e en 15e eeuw. De bewoning van een oude nederzetting op een hoger deel van het dekzandlandschap, bij de huidige buurtschap Heereind, breidde zich in die tijd uit naar lager gelegen delen, waaronder de Karstraat.
Hoofdplaats: Beek en Donk      Dorpen: Aarle-Rixtel · Lieshout · Mariahout

Buurtschappen: Achterbosch · Asdonk · Beemdkant · Bemmer · Broek · Broekkant · Deense Hoek · Donkersvoort · Ginderdoor · Groenewoud · Heereind · Hei · Heikant · 't Hof · Hool · Karstraat · Laar · Strijp

Noord-Brabant: Steden en dorpen      Nederland: Provincies · Gemeenten